# Omiodes asaphombra
Omiodes asaphombra là một loài bướm đêm trong họ Crambidae.